# Chemin de Saint-Charles
Le chemin de Saint-Charles (en italien : Cammino di San Carlo) est un parcours historique, artistique et dévotionnel qui suit l'histoire de saint Charles Borromée de Arona, sa ville natale, à Viverone, où le chemin retrouve la via Francigena.
Les 200 km peuvent être parcourus à pied en douze étapes ou à vélo en quatre étapes. Cet itinéraire est une partie fondamentale du parcours CoEUR - Au cœur des chemins d'Europe.

## Origine
Le parcours est né grâce à une recherche faite à propos de saint Charles et sa fréquentation du Piémont du nord et du Biellais en particulier. Des recherches ont permis de tracer plusieurs passages du saint par les vallées de Biella. On a aussi des témoignages de sa présence grâce à plusieurs dédicaces d'autels et d'églises entre 1610 et 1640, l'année de sa canonisation.

### Saint Charles en Piémont du nord[2]
Saint Charles a traversé le Piémont du nord plusieurs fois pendant ses pèlerinages et ses voyages. Beaucoup de lieux portent traces de son passage et nous en avons notices aussi grâce à ses lettres. En 1571, 1578 et 1584, il a visité le Mont Sacré de Varallo pour tenir sous contrôle la construction. Il s'y est arrêté aussi pendant ses nombreux voyages entre Milan et Turin pour visiter le suaire de Turin.
En septembre 1584, saint Charles fut dans le Biellais pour visiter un parent, le marquis Besso Ferrero Fieschi de Masserano, qui était très malade. Après avoir laissé Masserano, le saint alla à Verceil et à Turin, pour visiter le linceul de Turin. Il revint à Biella le 10 octobre, lorsque le marquis Besso mourut. Le jour suivant, Charles alla à Masserano pour l'enterrement.
Le jour après, il partit pour Varallo, où il arriva le 12 octobre. Il y resta jusqu'au 29 octobre. Malgré son paludisme, il partit pour la Suisse, pour signer un document, et après il rentra à Milan, où il mourut le 3 novembre.

## Étapes
1. Arona (colosse de Saint Charles) - Orta : relie le lac Majeur avec le lac d'Orta.
2. Orta - Varallo : parcourt la Peregrinatio, le chemin historique entre les deux Monts Sacrés.
3. Varallo - Guardabosone : traverse la Vallée Sesia. On peut visiter les églises de Madonna di Loreto à Varallo et S. Giovanni al Monte à Quarona.
4. Guardabosone - Coggiola : étape entièrement en Vallée Sessera entre bourgs et bois.
5. Coggiola - Brughiera di Trivero : relie trois sanctuaires : Cavallero, Novareia et Brughiera.
6. Brughiera di Trivero - Pettinengo : en Vallée Strona.
7. Pettinengo - S. Giovanni d'Andorno : on entre dans la Vallée Cervo pour conclure la marche au Sanctuaire de San Giovanni d'Andorno.
8. S. Giovanni d'Andorno - Santuario di Oropa : l'itinéraire parcourt un trait du tracciolino, la route pensée et voulue par Ermenegildo Zegna et jamais réalisée, qui relie le Sanctuaire de S. Giovanni avec le Sanctuaire de Oropa, le plus important sanctuaire de la Vierge des Alpes.
9. Santuario d'Oropa - Sordevolo : en Vallée Elvo, passant pour le Parc Burcina, et arrivant à Sordevolo, où, tous les cinq ans, il y a la représentation de théâtre populaire de la Passion du Christ.
10. Sordevolo - Santuario di Graglia : deux sites de l'Écomusée du Biellais (Trappa de Sordevolo et Borgata Bagneri), et après on arrive au Sanctuaire de Graglia.
11. Graglia - Chiaverano : le parcours va dans le Canavais, surmontant la Serra d'Ivrea.
12. Chiaverano - Viverone : étape qui relie le Chemin de Saint Charles et la Via Francigena. On y rencontre le monastère de Bose.

### Le parcours à vélo
- 1re étape : Arona (colosse de Saint Charles) - Mont Sacré de Varallo (66 km)
- 2e étape : Mont Sacré de Varallo - Sanctuaire de la Brughiera (52 km)
- 3e étape : Sanctuaire de la Brughiera - Sanctuaire de Oropa (45 km)
- 4e étape : Sanctuaire de Oropa - Via Francigena (54 km)

## Les sites UNESCO
Ce parcours relie cinq patrimoines mondiaux reconnus par l'UNESCO.
- Trois Sacri Monti du Piémont et de Lombardie :
  - Mont Sacré d'Oropa
  - Mont Sacré de Varallo
  - Mont Sacré d'Orta

- Deux Sites palafittiques préhistoriques autour des Alpes :
  - VI.1-Emissario près de Viverone
  - Site près des Lagoni di Mercurago (Arona)

## Les réserves naturelles
Sur le parcours, il y a nombreux parcs et réserves naturelles qui l'enrichissent.
- Parc naturel des Lagoni de Mercurago
- Parc naturel du Mont Fenera
- Réserve naturelle du Parco Burcina - Felice Piacenza
- Réserve naturelle de la Bessa
- Réserve naturelle du Mont Sacré de Varallo
- Réserve naturelle du Mont Sacré de Orta
- Réserve naturelle du Mont Sacré de Oropa
- Zone protégée de l'Oasi Zegna
- SIC de la Valsessera